# Trison
Die Trison Europe, S.L.U. ist ein spanisches Unternehmen mit Sitz in Sada (A Coruña). Die Firma ist ein großer europäischer Digital-Signage-Integrator.
Größter Anteilseigner ist der Finanzinvestor L-Gam (Liechtenstein).
Trison wurde in den 1990er Jahren gegründet und hat im Jahr 2023 erstmals über 100 Millionen Euro Gesamtumsatz erwirtschaftet.
Anfangs war das benachbarte Unternehmen Inditex der Hauptkunde. Inzwischen dominieren internationale Automobilunternehmen und Luxusgüterhersteller die Kundenliste. Es werden auch staatliche Aufträge abgewickelt und Einkaufszentren wie das X-Madrid ausgestattet. 2018 wurde Trison UK als neuer Agenturpartner für digitale Inhalte im Londoner Wembley-Stadion ausgewählt.
Die Trison Germany GmbH sitzt in Kornwestheim.